# Jak-50 (1949)
Jak-50 (ros. Як-50 – pierwszy o tym oznaczeniu) – radziecki odrzutowy myśliwiec przechwytujący, skonstruowany pod koniec lat 40. XX wieku w biurze konstrukcyjnym Jakowlewa, który pozostał w stadium prototypu. Oznaczenie Jak-50 zostało później nadane seryjnie produkowanemu samolotowi szkolno-treningowemu z lat 70. XX wieku (zob. Jak-50).

## Historia
Jak-50 został skonstruowany w biurze OKB-115 Jakowlewa w odpowiedzi na zlecenie Rady Ministrów ZSRR z lutego 1949 na szybki myśliwiec przechwytujący, który miał osiągać prędkość okołodźwiękową lub naddźwiękową (wymagano 1135 km/h) i mieć dużą prędkość wznoszenia. Miał być ponadto wyposażony w stację radiolokacyjną Korszun. Powstały samolot wywodził się z konstrukcji myśliwca Jak-30. W celu uzyskania dobrych osiągów przy użyciu standardowego silnika radzieckich myśliwców tego okresu, Klimow WK-1, Jakowlew dążył do maksymalnego ograniczenia masy. Duże znaczenie nadano też aerodynamice płatowca, uzyskując samolot o smukłym kadłubie i skrzydłach o dużym skosie (45°). Po raz pierwszy Jakowlew zastosował chowane podwozie jednotorowe, z podpórkowymi kołami na końcach skrzydeł (stosowane później w samolotach Jak-25 i następnych).
Prototyp Jak-50 oblatano 15 lipca 1949 (pilot Siergiej Anochin). Potwierdziły się zakładane dobre osiągi – uzyskiwał on prędkość maksymalną 1065 km/h na wysokości 10 km (Ma 0,992; podawane w niektórych publikacjach 1170 km/h to wartość obliczeniowa), a w locie nurkowym przekraczał prędkość dźwięku, uzyskując Ma 1,03. Prędkość wznoszenia była najlepsza spośród radzieckich myśliwców. Mimo to, próby fabryczne samolotu były długotrwałe, gdyż na jaw wyszedł szereg drobnych usterek. 
Dopiero w czerwcu 1950 Jak-50 został przekazany do prób państwowych. Prób tych jednak nie ukończył, gdyż, pomimo dobrych osiągów, miał on wady, jak niestateczność podłużną przy dużych prędkościach (Ma 0,92-0,97), małą efektywność hamulców aerodynamicznych, utrudnione prowadzenie celnego ognia i wrażliwość na boczny wiatr przy lądowaniu. Ponadto, radar Korszun nie osiągnęła etapu dopracowania. 
Los Jaka-50 został przypieczętowany pojawieniem się w 1951 przechwytującej wersji myśliwca MiG-17 z lepszą stacją radiolokacyjną Izumrud. MiG-17P był nieco cięższy i wolniej się wznosił, lecz dysponował większym zasięgiem (lekki Jak-50 zabierał mniej paliwa), a nadto był wersją dopracowanego i produkowanego już seryjnie myśliwca. Z tych powodów, dążąc do standaryzacji sprzętu, MiG-17P został skierowany do produkcji, a program Jaka-50 przerwano.

## Opis konstrukcji
Jednosilnikowy średniopłat o konstrukcji całkowicie metalowej, w układzie klasycznym. Skrzydła o skosie 45° i niewielkim wznosie ujemnym -5°. Na każdym skrzydle trzy kierownice strug powietrza.  Usterzenie klasyczne, skośne; usterzenie poziome zamocowane około połowy wysokości statecznika. 
Kadłub o przekroju okrągłym, średnicy do 1,4 m. Z przodu kadłuba okrągły wlot powietrza do silnika, rozdzielający się pionową przegrodą na dwa kanały wzdłuż burt. W górnej części wlotu stożkowa osłona stacji radiolokacyjnej. Kabina pilota hermetyzowana, w przedniej części kadłuba. Kabina zakryta oszkloną osłoną w formie kroplowej, składającą się ze stałego trzyczęściowego wiatrochronu z płaską przednią szybą pancerną i otwieranej wypukłej osłony nad pilotem. Kabina wyposażona w fotel wyrzucany. Silnik odrzutowy w tylnej części kadłuba. Na kadłubie w części ogonowej hamulce aerodynamiczne w formie odchylanych klap. Podwozie samolotu chowane, jednotorowe, z pojedynczym kołem na goleni przedniej i podwójnymi kołami na goleni głównej oraz z kołami pomocniczymi na końcach skrzydeł.